# Thomas Völk
Johann Thomas Völk (oft auch Voelk)  (geb. 24. Februar 1853 in Nürnberg; gest. 7. August 1926 in Fürth)  war ein deutscher Spielwaren-Fabrikant und Stifter.

## Leben
Thomas Völk wurde 1853 als Sohn des Bierbrauers Johann Michael Völk aus Vach und dessen Frau Elisabeth, geborene Pfann, in Gärten hinter der Veste geboren. Sein Vater verstarb bereits 1857 und Thomas Völk wuchs in Fürth auf, nachdem seine Mutter 1862 erneut geheiratet hatte. Im Jahr 1866 wurde er dort zu St. Michael konfirmiert. Nach einer Ausbildung zum Gürtler und Metalldreher wanderte er über Leipzig und Dresden nach Berlin, wo er in der Neusilberwarenfabrik Jürst & Comp. Anstellung fand. Dem folgten eine sechsmonatige Anstellung in Glückstadt in Holstein und Reisen über Hannover, Kassel, Frankfurt, Offenbach nach Hanau. Auch dort arbeitete er wiederum sechs Monate und kehrte dann über Aschaffenburg und Würzburg nach Fürth zurück. Für einige Wochen arbeitete er in Nürnberg beim Branchenprimus Georg Fischer und eröffnete schließlich 1874 in der Theaterstraße 45 sein eigenes Unternehmen: Metallspielwaren Thomas Völk.
Während der Selbständigkeit machte Thomas Völk zahlreiche Reisen durch Europa, um Ausstellungen zu besuchen und sich weiterzubilden. Diese führten ihn unter anderem nach Paris, Amsterdam, Luzern, Pest und Prag. Am 6. April 1907 gehörte er zur Delegation des Oberbürgermeisters Theodor Kutzer auf der Reise nach Meran zur Verleihung der Ehrenbürgerwürde der Stadt Fürth an Alfred Nathan.

## Soziales Engagement und Auszeichnungen
Völk setzte sich für die gemeinnützigen Anstalten der Stadt Fürth ein. So stiftete er anlässlich seines 70. Geburtstages 1923 150.000 Mark; aufgeteilt an das städtische Waisenhaus, die Kleinrentner, den Johanniszweigverein und den Volksbildungsverein. Darüber hinaus überreichte er der Vorstandschaft des Gewerbevereins zum Zwecke der Lehrlingsausbildung weitere 25.000 Mark.
Völk gehörte etliche Jahre dem Gemeindekollegium an und war zeitweise Mitglied in dessen Vorstand. Am 22. Dezember 1924 wurde ihm der Titel des kgl. Kommerzienrats verliehen.

## Kinder
Er war zweimal verheiratet und hatte aus der zweiten Ehe mit Anna Babette Schiller drei Kinder:
- Anna Völk (1891–1961), 1923 verheiratet mit dem Fürther Brauereidirektor Hans Geismann
- Ernst Völk (1896–1969), später Inhaber der Spielwarenfabriken Trix und Johann Distler
- Martha Völk (1903–1982), 1938 verheiratet mit Gustav Reiter

## Einzelnachweis
1. ↑  Polizeidirektion Nürnberg-Fürth: Auskunft aus dem Melderegister, Nürnberg, 14. September 1934

## Weblink
- Artikel Thomas Völk im FürthWiki

| Personendaten    | Personendaten                             |
| ---------------- | ----------------------------------------- |
| NAME             | Völk, Thomas                              |
| ALTERNATIVNAMEN  | Völk, Johann Thomas (vollständiger Name)  |
| KURZBESCHREIBUNG | deutscher Spielwarenfabrikant und Stifter |
| GEBURTSDATUM     | 24. Februar 1853                          |
| GEBURTSORT       | Nürnberg                                  |
| STERBEDATUM      | 7. August 1926                            |
| STERBEORT        | Fürth                                     |